# Карликовая поганка
Карликовая поганка, алаутранская малая поганка или мадагаскарская красношейная поганка (лат. Tachybaptus rufolavatus) — птица из рода Малые поганки (Tachybaptus). Карликовая поганка признана Международным союзом охраны природы вымершим видом. Вид находился на грани исчезновения с первой половины 1980-х годов. Последний раз голос этой птицы слышали в 1988 году. В 2010 году была официально признана вымершей.

## Внешность
Птица средних размеров с очень маленькими крыльями, которые не позволяли ей совершать длительные перелёты.

## Распространение
Встречалась на западе острова Мадагаскар, только на озере Алаутра (фр. Lac Alaotra) в провинции Туамасина (Toamasina).
26 мая 2010 года Международный союз охраны природы в очередном выпуске Красной книги признал карликовую поганку (Tachybaptus rufolavatus) вымершим видом.
Причиной вымирания карликовых поганок учёные считают деятельность человека. Птицы питались озёрной рыбой, популяция которой сильно сократилась из-за завоза на Алаутру новых видов рыб, животных и растений. Кроме того, поганки были объектом браконьерства, а также страдали от рыболовных сетей, расставленных по всему озеру.